# DJ Weirdo
DJ Weirdo, ou simplement Weirdo, de son vrai nom Denis Doeland, est un compositeur et disc jockey de techno hardcore et gabber néerlandais. Weirdo a participé à divers festivals de renom tels que Thunderdome, Wooferland.

## Biographie
Après la formation de la Dreamteam et du premier événement néerlandais Thunderdome, le 3 octobre 1992, Doeland devient résident de l'événement. Pendant les années 1990, Doeland, sous le nom de DJ Weirdo, participe à plusieurs compilations Thunderdome. À cette période, il publie également son premier EP intitulé Young Birds, avec Dr. Phil Omanski, au label BZRK Records de Buzz Fuzz. 
Il participe au tout dernier événement Thunderdome en 2012 avec The Dreamteam (Dano, Gizmo, The Prophet et Buzz Fuzz) face à 30 000 spectateurs,.
En parallèle à sa carrière musicale, Doeland possède sa propre petite entreprise baptisée DDMCA, où il accompagne entrepreneurs et producteurs musicaux.

## Discographie

### EP
- 1996 : Young Birds (avec Dr. Phil Omanski) (BZRK Records)

### Collaborations
- 1994 : Borrowed Sounds E.P. (avec DJ Sim)
- 1995 : Go Get Busy (avec DJ Sim)
- 1995 : Pump that Stupid Bass (avec DJ Sim)